# Bitwa pod Tecuci
Bitwa pod Tecuci – potyczka w połowie maja 1653 r., w trakcie wojny o tron mołdawski, między siłami kozacko-mołdawskimi z wojskami Jerzego Stefana. Wysłał on z Focșani podjazd w celu rozpoznania, który nad Berheci koło Tecuci napotkał maszerujące siły nieprzyjaciela. Wobec wielkiej przewagi wroga, podjazd natychmiast wycofał się, a zbyt późno podjęty pościg okazał się nieskuteczny. Po potyczce wojska Tymosza Chmielnickiego przeprawiły się przez Seret, co zajęło im kilka dni. Jerzy Stefan dysponując zaledwie kilkuset żołnierzami, nie był w stanie temu przeciwdziałać i wycofał się na terytorium Hospodarstwa Wołoskiego, a armia kozacko-mołdawska spaliła Focșani. 